# Prégilbert
Prégilbert est une commune française située dans le département de l'Yonne, en région Bourgogne-Franche-Comté.

## Géographie
Prégilbert est à 22 km au sud-est d'Auxerre, en rive droite de l'Yonne et du canal du Nivernais qui traversent la partie ouest de la commune dans une direction sud-nord. L'Yonne, très méandreuse et ramifiée sur ce parcours, s'est creusé un lit majeur large d'environ 500 m à 800 m et y forme de nombreuses îles. Le canal du Nivernais fait lit commun avec l'Yonne en amont de Prégilbert ; il commence une section en aval du pont sur la D 309, au pertuis de Prégilbert.
Une voie verte suit le canal du Nivernais depuis Monceaux-le-Comte (Nièvre) jusqu'à Champs-sur-Yonne où elle retrouve le GR 13 et GR 654. Elle croise plusieurs fois le GRP des Méandres de l'Yonne vers Surgy, Pousseaux, Lucy-sur-Yonne, Châtel-Censoir et Merry-sur-Yonne.

### Climat
Pour des articles plus généraux, voir Climat de la Bourgogne-Franche-Comté et Climat de l'Yonne.
En 2010, le climat de la commune est de type climat océanique dégradé des plaines du Centre et du Nord, selon une étude du Centre national de la recherche scientifique s'appuyant sur une série de données couvrant la période 1971-2000. En 2020, Météo-France publie une typologie des climats de la France métropolitaine dans laquelle la commune est exposée à un climat océanique altéré et est dans la région climatique  Lorraine, plateau de Langres, Morvan, caractérisée par un hiver rude (1,5 °C), des vents modérés et des brouillards fréquents en automne et hiver. 
Pour la période 1971-2000, la température annuelle moyenne est de 11 °C, avec une amplitude thermique annuelle de 15,4 °C. Le cumul annuel moyen de précipitations est de 726 mm, avec 11,4 jours de précipitations en janvier et 7,6 jours en juillet. Pour la période 1991-2020, la température moyenne annuelle observée sur la station météorologique de Météo-France la plus proche, « Merry-sur-Yonne », sur la commune de Merry-sur-Yonne à 9 km à vol d'oiseau, est de 11,5 °C et le cumul annuel moyen de précipitations est de 776,9 mm. 
La température maximale relevée sur cette station est de 40,7 °C, atteinte le 7 août 2003 ; la température minimale est de −22 °C, atteinte le 16 janvier 1985,,. 
Les paramètres climatiques de la commune ont été estimés pour le milieu du siècle (2041-2070) selon différents scénarios d'émission de gaz à effet de serre à partir des nouvelles projections climatiques de référence DRIAS-2020. Ils sont consultables sur un site dédié publié par Météo-France en novembre 2022.

## Urbanisme

### Typologie
Au 1er janvier 2024, Prégilbert est catégorisée commune rurale à habitat dispersé, selon la nouvelle grille communale de densité à sept niveaux définie par l'Insee en 2022.
Elle est située hors unité urbaine. Par ailleurs la commune fait partie de l'aire d'attraction d'Auxerre, dont elle est une commune de la couronne,. Cette aire, qui regroupe 104 communes, est catégorisée dans les aires de 50 000 à moins de 200 000 habitants,.

### Occupation des sols
L'occupation des sols de la commune, telle qu'elle ressort de la base de données européenne d’occupation biophysique des sols Corine Land Cover (CLC), est marquée par l'importance des territoires agricoles (84,9 % en 2018), une proportion sensiblement équivalente à celle de 1990 (85 %). La répartition détaillée en 2018 est la suivante : 
terres arables (58,3 %), prairies (23,7 %), forêts (10,6 %), zones urbanisées (3,8 %), zones agricoles hétérogènes (2,9 %), milieux à végétation arbustive et/ou herbacée (0,8 %). L'évolution de l’occupation des sols de la commune et de ses infrastructures peut être observée sur les différentes représentations cartographiques du territoire : la carte de Cassini (XVIIIe siècle), la carte d'état-major (1820-1866) et les cartes ou photos aériennes de l'IGN pour la période actuelle (1950 à aujourd'hui).

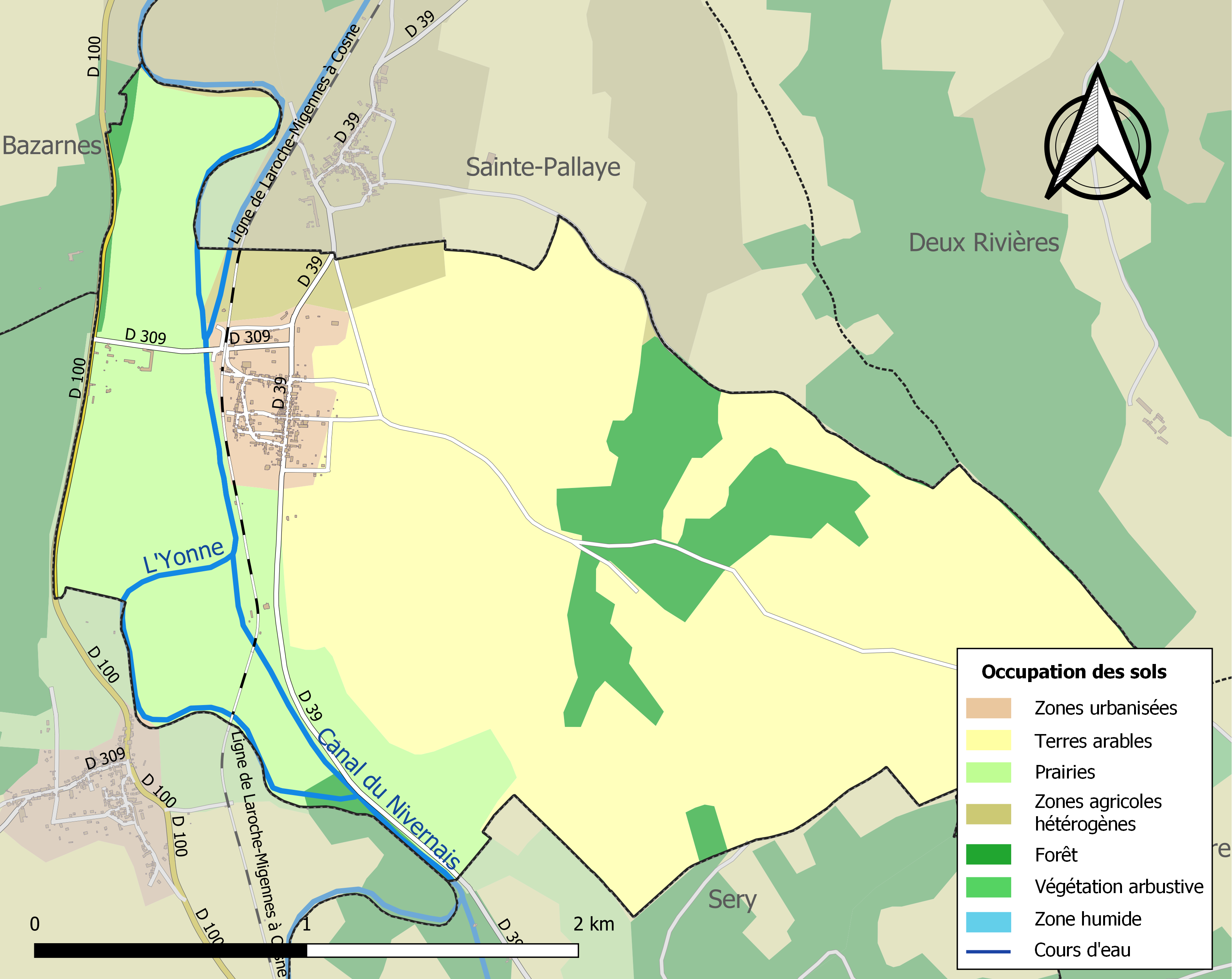
Carte des infrastructures et de l'occupation des sols de la commune en 2018 (CLC).

## Histoire
Durant l'Antiquité romaine, une borne milliaire marque la limite nord du territoire des Éduens.
L'ancienne abbaye de Crisenon est sur son territoire.
Prégilbert, nommé ainsi depuis le XIIe siècle, tient son nom de Gilbert l'Universel, dont l'érudition remarquable lui a donné son surnom et qui l'a mené de simple chanoine d'Auxerre à l'évêché de Londres en 1127.

## Politique et administration
| Période    | Période  | Identité         | Étiquette | Qualité |
| ---------- | -------- | ---------------- | --------- | ------- |
|            |          |                  |           |         |
| avant 2008 | 2014     | Mme Joan Pierron |           |         |
| 2014       | En cours | Gérard Marion    |           |         |

## Démographie

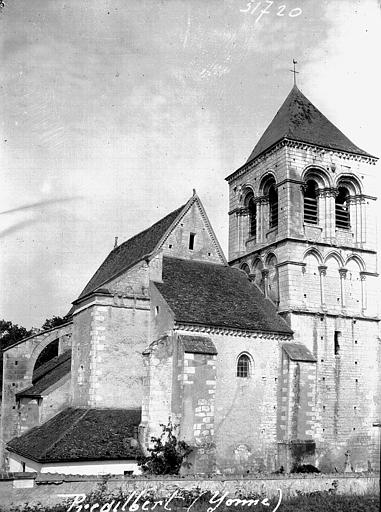
L'église.

L'évolution du nombre d'habitants est connue à travers les recensements de la population effectués dans la commune depuis 1793. Pour les communes de moins de 10 000 habitants, une enquête de recensement portant sur toute la population est réalisée tous les cinq ans, les populations de référence des années intermédiaires étant quant à elles estimées par interpolation ou extrapolation. Pour la commune, le premier recensement exhaustif entrant dans le cadre du nouveau dispositif a été réalisé en 2007.

En 2022, la commune comptait 180 habitants, en évolution de −3,23 % par rapport à 2016 (Yonne : −1,95 %, France hors Mayotte : +2,11 %).
| 1793 | 1800 | 1806 | 1821 | 1831 | 1836 | 1841 | 1846 | 1851 |
| ---- | ---- | ---- | ---- | ---- | ---- | ---- | ---- | ---- |
| 339  | 337  | 318  | 324  | 343  | 338  | 337  | 368  | 368  |

| 1856 | 1861 | 1866 | 1872 | 1876 | 1881 | 1886 | 1891 | 1896 |
| ---- | ---- | ---- | ---- | ---- | ---- | ---- | ---- | ---- |
| 355  | 360  | 383  | 388  | 383  | 378  | 377  | 335  | 318  |

| 1901 | 1906 | 1911 | 1921 | 1926 | 1931 | 1936 | 1946 | 1954 |
| ---- | ---- | ---- | ---- | ---- | ---- | ---- | ---- | ---- |
| 297  | 259  | 237  | 191  | 181  | 204  | 199  | 205  | 171  |

| 1962 | 1968 | 1975 | 1982 | 1990 | 1999 | 2006 | 2007 | 2012 |
| ---- | ---- | ---- | ---- | ---- | ---- | ---- | ---- | ---- |
| 179  | 159  | 158  | 162  | 148  | 146  | 181  | 186  | 200  |

| 2017 | 2022 | - | - | - | - | - | - | - |
| ---- | ---- | - | - | - | - | - | - | - |
| 181  | 180  | - | - | - | - | - | - | - |

## Économie
La pisciculture de Crisenon produit 45 tonnes de truites par an.

## Lieux et monuments
L'église Notre-Dame romane (XIIe-XIIIe siècles) se situe un peu à l'extérieur du village, sur la route qui mène à Sery et Mailly-la-Ville. C'est le seul vestige du village de Luchy, l'hypothèse est qu'il fut détruit par un incendie au XIVe siècle. Elle fut classée monument historique en 1912. Elle abrite le tombeau de Henry de Saint Maurice qui  fut inhumé le 22 octobre 1693.

## Héraldique
| Blason à dessiner | Blason  | Écartelé: au 1er d'or à l'église du lieu d'argent, ajourée de sable et essorée de gueules, au 2e d'azur à l'arbre au naturel, au 3e d'azur à trois épis de blé empoignés d'or, au 4e d'or au pont isolé de trois arches d'argent, le tout posé sur une champagne ondée, fascée ondée d'argent et d'azur et à la truite d'argent contournée et ployée en pal brochant sur les ondes. |
| Blason à dessiner | Détails | * Il y a là non-respect de la règle de contrariété des couleurs : ces armes sont fautives. Le statut officiel du blason reste à déterminer. |